# 태 (성씨)
태(太)씨는 발해 고왕 대조영(大祚榮)을 시조로 하는 발해왕족의 후예이다. 태(太)씨는 2015년 대한민국 통계청 인구조사에서 9,063명으로 조사되어, 한국 성씨 인구 순위 112위이다. 본관은 협계(陜溪), 영순(永順), 남원등 14본이 있다. 인구의 대부분이 함경북도에 밀집되어 있다. 
2010년부터는 협계와 영순의 두 본관이 합본하여 백주 태씨(白州 太氏)가 되었으나, 모르는 후손이 많아 실질적으로는 분리되어 있다. 발해의 태자 대광현(大光顯)이 고려에 망명하면서 황해도 백주(지금의 황해도 배천군)에서 정착한 것을 유래한다.

## 기원
대(大)씨와 태(太)씨의 시조는 발해를 세운 대조영(大祚榮)의 아버지 대중상(大仲象)이다.
대씨(大氏)가 태씨(太氏)로 바뀐 연유에 대해서는 두 가지 설이 있다.
- 발해가 멸망한 뒤 934년(태조 17)에 태자 대광현(大光顯)이 발해 유민 수만 명을 이끌고 고려로 망명하자, 고려 태조가 이들을 후하게 대접하고 그에게 원보수(元甫守)의 벼슬과 함께 태씨(太氏)를 하사하였다는 것이다.

- 동국통감』에서 대조영을 태조영(太祚榮)이라 한 후로 자손들이 태씨를 칭하였다는 것이다.

## 협계 태씨
협계 태씨(陜溪 太氏)의 중시조 태집성(太集成)은 대중상(大仲象)의 후손인 태화균의 8세손이다. 태집성은 1228년(고려 고종 15) 대장군(大將軍)으로 서북면병마사가 되었고, 몽골군을 격파한 공으로 협계에 봉해졌으며, 수 사공(守司空)에 올랐다.

## 남원 태씨
남원 태씨(南原太氏)의 중시조 태맹례(太孟禮)는 협계 태씨 중시조 태집성의 9세손이다. 태맹례는 조선 단종 때 진사(進士)를 지내다가 화를 입어 1454년(단종 2) 함경북도 길주로 유배되었는데 후손들이 그곳에 살면서 태명례를 시조로 하고 협계 태씨에서 분관하여 조상의 고향인 남원을 본관으로 하였다.

## 영순 태씨
영순 태씨(永順 太氏)의 중시조 태금취(太金就)는 대중상(大仲象)의 18세손이다. 태금취는 고려 고종 때 금교(金郊)에서 몽골군을 격퇴하는데 공을 세워 대장군(大將軍)에 올라 영순군(永順君)에 봉해졌다.

## 태현실(연예인)
- 태두남(太斗南)
- 태귀생(太貴生)
- 태상문(太尙文)
- 태완선(太完善, 1915년 ~ 1988년)
- 태병렬(太炳烈, 1916년 ~ 1997년)
- 태종학(太鍾鶴, 1922년 ~ 1997년)
- 태종수(太鐘洙, 1936년 ~ )
- 태현실(太賢實, 1942년 ~ )
- 태형철(太炯哲, 1953년 ~ )
- 태영호(太永浩, 1962년 ~ )
- 태의경(太義卿, 1967년 ~ )